# З однієї стайні
«З однієї стайні» (англ. Stablemates) — американська драма режисера Сема Вуда 1938 року.

## Сюжет
Воллес Бірі грає вічно нетверезого екс-ветеринара Тома Террі. Жокей Міккі обожнює Тома, який після років зловживання алкоголем, намагається взяти себе в руки, щоб виконати делікатну операцію на коні Мікка Леді-К'ю.

## У ролях
- Воллес Бірі — Док Томас «Том» Террі
- Міккі Руні — Міккі
- Артур Гол — містер Гейл
- Маргарет Гамільтон — Белла Фландерс
- Майнор Вотсон — Барні Донован
- Мерджорі Ґатесон — місіс Шеперд
- Оскар О'Ші — Піт Велен